# Hernán Pérez (beisbolista)
Hernán Alejandro Pérez (nacido el 26 de marzo de 1991) es un jugador utilitario de béisbol profesional venezolano que es agente libre. Anteriormente jugó en las Grandes Ligas de Béisbol (MLB) para los Tigres de Detroit, los Cerveceros de Milwaukee, los Cachorros de Chicago y los Nacionales de Washington . También jugó para los Hanwha Eagles de la KBO League . Pérez fue firmado por los Tigres como agente libre no seleccionado en el draft el 2 de julio de 2007 y ha visto tiempo en todas las posiciones en el campo excepto como receptor.

## Vida personal
Pérez, nació en San Francisco de Asís, Aragua, Venezuela el 26 de marzo de 1991.

## Carrera profesional

### Tigres de Detroit
Después de que Pérez fuera firmado por los Tigres, fue colocado con los Tigres VSL de la Liga de Verano de Venezuela. En 2009, Pérez fue ascendido a los Tigres GCL de la Liga de la Costa del Golfo . Pronto lo ascendieron a los West Michigan Whitecaps de la Midwest League. Más tarde esa temporada, fue ascendido a la Clase A-Advanced Lakeland Flying Tigers de la Florida State League. A principios de 2010, Pérez se encontró de regreso con los West Michigan Whitecaps para los que había pasado la temporada 2011. Fue nombrado All-Star de mitad de temporada y postemporada.
Pérez fue llamado a las Grandes Ligas por Detroit el 9 de junio de 2012 luego de que Jhonny Peralta se fuera de licencia por paternidad . Pérez hizo su debut ese día y consiguió su primer hit un día después. Posteriormente, fue enviado de regreso a Lakeland para que Peralta pudiera reunirse con los Tigres.
Pérez comenzó la temporada 2013 con la Doble-A Erie SeaWolves . Pérez fue llamado a los Tigres el 9 de julio de 2013, reemplazando a Omar Infante, quien fue colocado en la lista de lesionados. Pérez fue enviado de regreso a Double-A's Erie, el 2 de agosto de 2013, para dejar espacio al recién adquirido José Iglesias . Sin embargo, Pérez fue llamado a los Tigres solo tres días después, luego de que su compañero Jhonny Peralta recibió una suspensión de 50 juegos debido a sus vínculos con el escándalo de Biogénesis. En 33 apariciones en el plato para los Tigres de Detroit durante la temporada 2015, Pérez estaba bateando solo .061 con solo dos hits, una base por bolas y sin carreras impulsadas.

### Cerveceros de Milwaukee

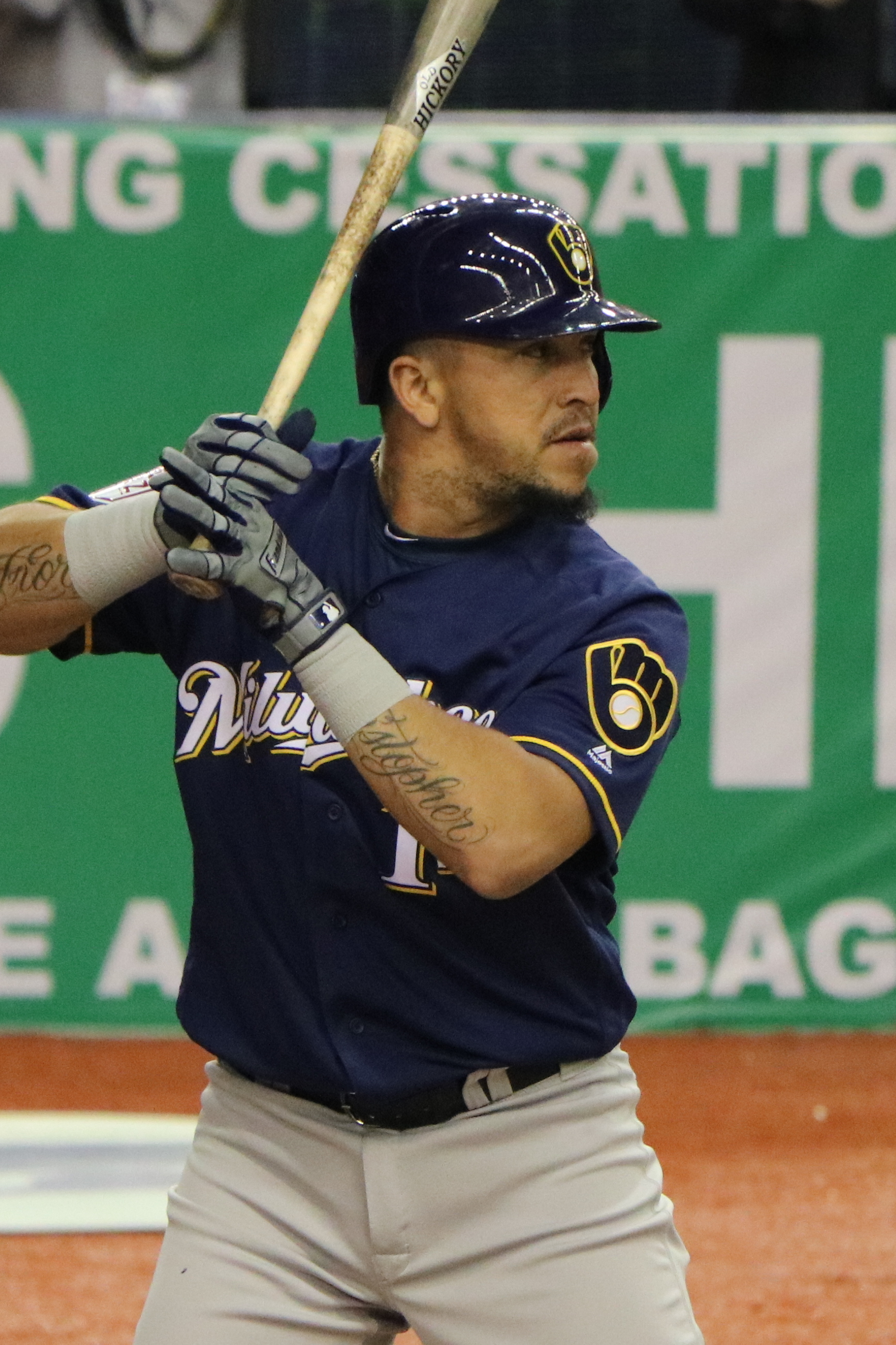
Pérez con los Cerveceros en 2019

El 2 de junio de 2015, los Cerveceros de Milwaukee reclamaron a Pérez y lo activaron el mismo día. Desde que se unió a los Cerveceros, Pérez se ha utilizado principalmente como jugador utilitario y apareció en al menos 120 juegos durante las temporadas 2016-2018. El 28 de junio de 2019, Pérez fue designado para asignación. Pérez fue eliminado el 3 de julio. Pérez regresó a los Cerveceros cuando enviaron a Travis Shaw a las menores y compraron el contrato de ligas menores de Hernán. Jugó como campocorto esa noche contra los Texas Rangers.
El 16 de octubre de 2019, Pérez fue transferido directamente a la filial Triple-A de los Cerveceros, las Misiones de San Antonio. Optó por la agencia libre y dejó el equipo.

### Cachorros de Chicago
El 9 de diciembre de 2019, Pérez firmó un contrato de ligas menores con los Cachorros de Chicago. El 18 de agosto de 2020, los Cachorros seleccionaron a Pérez para la lista activa. Pérez fue designado para asignación por los Cachorros el 31 de agosto después de tener marca de 1-6 en 3 juegos para Chicago.

### Nacionales de Washington
El 21 de enero de 2021, Pérez firmó un contrato de ligas menores con la organización Washington Nationals y fue invitado a los entrenamientos de primavera. Pérez hizo la lista del Día Inaugural para los Nacionales y su contrato fue seleccionado el 27 de marzo. Después de conectar 1 hit en 21 apariciones en el plato en 10 juegos, el 4 de mayo, Pérez fue designado para asignación por los Nacionales. Pérez aprobó las exenciones y eligió la agencia libre el 6 de mayo.

### Cerveceros de Milwaukee (segundo período)
El 7 de mayo de 2021, Pérez firmó un contrato de ligas menores con la organización de los Cerveceros de Milwaukee y fue asignado a la Triple-A Nashville Sounds. Se le concedió su liberación el 4 de julio para que pudiera unirse a los Hanwha Eagles. En 23 juegos con Nashville, Pérez bateó .357/.396/.536 con 3 jonrones y 18 carreras impulsadas.

### Águilas de Hanwha
El 4 de julio de 2021, Pérez firmó un contrato de $ 300K (con un bono por firmar de $ 100K) con Hanwha Eagles de la KBO League. En 59 juegos, recortó .268/.321/.411 con 5 jonrones y 33 carreras impulsadas. Pérez no volvió a firmar para la temporada 2022 y se convirtió en agente libre.

### Toros de Tijuana
El 9 de abril de 2022, Pérez firmó con los Toros de Tijuana de la Liga Mexicana. Apareció en 3 juegos, yendo 3 de 13 con 3 carreras impulsadas. Pérez fue liberado por Tijuana el 26 de abril de 2022 para buscar una oportunidad con una organización afiliada.

### Bravos de Atlanta
El 27 de abril de 2022, Pérez firmó un contrato de ligas menores con los Bravos de Atlanta. Eligió la agencia libre el 10 de noviembre de 2022.

## Clásico Mundial de Béisbol
Pérez representó a su país de origen, Venezuela, en el Clásico Mundial de Béisbol (CMB) de 2017.